# Îles Komsomolskaya Pravda
Les îles Komsomolskaya Pravda (en russe : Острова Комсомольской Правды, Ostrova Komsomol'skoy Pravdy), forment un archipel situé à l'extrême nord de la fédération de Russie. Les îles sont inhabitées et couvertes de végétation de toundra, de galets et de glace.
Le climat de ces îles et des eaux environnantes est extrêmement rigoureux, avec de fréquents coups de vent et blizzards en hiver. La mer qui entoure l'archipel est recouverte de banquise côtière presque toute l'année et est obstruée par la banquise même en été.

## Étymologie
Le groupe d'îles était connu sous le nom d'îles Saint Samuel (du nom de Samuel le Confesseur) avant la révolution russe de 1917, puis elles ont été renommées d'après le journal Komsomolskaya Pravda en 1935 et sont alors le seul groupe d'îles au monde nommé d'après un journal. Cette situation ne dure que jusqu'à ce que les îles Izvesti Tsik reçoivent leur nom d'après le journal Izvestia. Le nom original des îles, Samuila, a cependant été conservé pour l'une des îles du groupe.

## Géographie
Les îles sont situées dans la région côtière de la mer des Laptev, au large de l'embouchure de la baie de Simsa dans la péninsule de Taymyr. Elles appartiennent administrativement au Kraï de Krasnoïarsk.
Les plus grandes îles sont Ostrov Samuila et Ostrov Bol'shoy (également connue sous le nom d'Ostrov Stolovidnyy). Le détroit entre ces îles est connu sous le nom de Proliv Diksonskikh Gidrografov.
Les petites îles situées près de la côte à l'embouchure de la baie de Simsa sont : Udobnyy , Vilkitsky (ou Srednyy), Kraynyy (également connue sous le nom de Sliyaniye) et la petite Kuropachiy (connue également sous le nom de Avanpost et Forpost), forment un autre sous-groupe également connu sous le nom d' îles Vilkitsky (Ostrova Vil'kitskogo). Celles-ci portent le nom du géographe Boris Vilkitski et ne doivent pas être confondues avec les îles Vilkitski (ou Dzhekman) qui font partie de l'archipel de Nordenskjold ou avec d'autres îles également appelées Vilkitski.
L'île d'Ouzbékistan, du nom de l'ancienne République socialiste soviétique d'Ouzbékistan, occupe une position intermédiaire entre les deux sous-groupes des îles Komsomolskaya Pravda.
Juste à l'angle de la pointe nord-est du continent voisin se trouve la petite île Fram (Остров Фрама ; Ostrov Frama), qui porte le nom du navire Fram de l' explorateur norvégien Fridtjof Nansen.

## Histoire
Les îles ont été signalées pour la première fois en 1736 par l'explorateur russe Vassili Prontchichtchev qui le 20 août les baptisent îles Saint-Samuel. L'année suivante, le 21 août 1737, Khariton Laptev y est bloqué par les glaces. 
En 1933, la nouvelle Glavsevmorpout envoie le premier convoi de cargos via la route maritime du Nord jusqu'à l'embouchure de la Léna pour livrer des cargaisons à destination de la République socialiste soviétique autonome iakoute. Il se composait de trois cargos et était escorté par le brise-glace Krassine. Malgré de fortes conditions de glace dans la mer de Kara, deux des navires ont atteint Tiksi, leur destination, et ont déchargé leurs cargaisons. Le troisième navire, Pravda, était à destination de Bukhta Nordvik avec une expédition d'exploration pétrolière. Malgré les avertissements, le Pravda s'est échoué près de sa destination.
Des conditions glaciaires sévères dans le détroit de Vilkitski (entre Severnaya Zemlya et le cap Tcheliouskine), ont forcé les trois cargos du convoi, le Pravda, le Volodarskiy et le Tovarishch Stalin à hiverner à Ostrov Samuila dans les îles Komsomolskaya Pravda. Une station côtière a été construite et un programme scientifique complet maintenu tout l'hiver par Nikolay Urvantsev (en) et son épouse, Yelizaveta Ivanovna. Urvantsev a utilisé la base pour explorer la péninsule de Taymyr.
Ces navires ont été libérés l'année suivante par le brise-glace Feodor Litke. Frappant lourdement la glace autour des îles Komsomolskaya Pravda pendant une semaine, le Feodor Litke a finalement réussi à libérer les cargos après avoir creusé un chenal de 10 km avec tant d'efforts que sa coque a subi de graves dommages.